# Parmulariaceae
Parmulariaceae es una familia de hongos con ubicación taxonómica incierta en la clase Dothideomycetes.

## Géneros
Según el 2007 Outline of Ascomycota, los siguientes 34 géneros se encuentran en Parmulariaceae; es incierta la ubicación de  Hemigrapha.
Antoniomyces –
Aldona –
Apoa –
Aldonata –
Aulacostroma –
Campoa –
Coccodothis –
Cocconia –
Cycloschizon –
Cyclostomella –
Dictyocyclus –
Dothidasteroma –
Englerodothis –
Ferrarisia –
?Hemigrapha –
Hysterostomella –
Inocyclus –
?Kentingia –
Kiehlia –
Mintera –
Pachypatella –
Palawaniella –
Parmularia –
Parmulariopsella –
Parmulariopsis –
Parmulina –
Perischizon –
Polycyclina –
Polycyclus –
Protothyrium –
Pseudolembosia –
Rhagadolobiopsis –
Rhagadolobium –
Rhipidocarpon –
Symphaeophyma –
Thallomyces –
Viegasiella